# Superusuário
Superusuário ou superutilizador é uma conta de usuário especial usada para a administração de sistemas baseados no Unix. Dependendo do sistema operacional, o nome real desta conta pode ser: root, administrator, admin, ou supervisor. Em alguns casos, o nome real não é significativo, e uma bandeira de autorização no perfil do usuário determina se as funções administrativas podem ser realizadas.
Nos sistemas operacionais que possuem o conceito de um superusuário, é geralmente recomendado que o trabalho da maioria das aplicações sejam realizadas utilizando-se de uma conta comum que não tem a capacidade de fazer mudanças em todo o sistema.